# Pedro Victor Delmino da Silva
Pedro Victor Delmino da Silva, meglio noto come Pedrinho (Maceió, 13 aprile 1998), è un calciatore brasiliano, centrocampista dello Šachtar.

## Caratteristiche tecniche
È un centrocampista offensivo di piede sinistro, che agisce sulla destra e ha nella velocità la sua arma migliore.

## Carriera
Dopo un breve trascorso nelle giovanili del Vitória, nel 2013 viene prelevato dal Corinthians, che lo inserisce nel proprio vivaio. Nel 2016 partecipa alla Copa São Paulo de Futebol Júnior e al Campeonato Brasileiro Under-20, competizioni in cui il Corinthians si classifica secondo. L'anno dopo viene eletto migliore giocatore della Copa São Paulo de Futebol Júnior 2017, vinta dal Corinthians per la decima volta. Esordisce con la prima squadra del Timão l'8 giugno 2017, nella partita vinta per 5-2 contro il Vasco da Gama.
Nell'estate del 2020 si trasferisce al Benfica, che lo aveva acquistato già a marzo.
Nel giugno 2021 lascia i portoghesi per firmare con lo Šachtar, che lo acquista per 18 milioni, con contratto quinquennale.

## Statistiche

### Presenze e reti nei club
Statistiche aggiornate al 28 agosto 2022.
| Stagione           | Squadra            | Campionato         | Campionato | Campionato | Coppe nazionali | Coppe nazionali | Coppe nazionali | Coppe continentali | Coppe continentali | Coppe continentali | Altre coppe | Altre coppe | Altre coppe | Totale | Totale | Totale |
| Stagione           | Squadra            | Comp               | Pres       | Reti       | Comp            | Pres            | Reti            | Comp               | Pres               | Reti               | Comp        | Pres        | Reti        | Pres   | Reti   |        |
| ------------------ | ------------------ | ------------------ | ---------- | ---------- | --------------- | --------------- | --------------- | ------------------ | ------------------ | ------------------ | ----------- | ----------- | ----------- | ------ | ------ | ------ |
| 2017               | Corinthians        | A+A1/SP            | 12+6       | 0+0        | CB              | 0               | 0               | CS                 | 2                  | 1                  |             | -           | -           | 20     | 1      |        |
| 2018               | Corinthians        | A+A1/SP            | 35+8       | 1+1        | CB              | 4               | 1               | CL                 | 6                  | 0                  |             | -           | -           | 53     | 3      |        |
| 2019               | Corinthians        | A+A1/SP            | 28+17      | 5+0        | CB              | 1               | 0               | CS                 | 8                  | 2                  |             | -           | -           | 54     | 7      |        |
| 2020               | Corinthians        | A+A1/SP            | 0+3        | 0+0        | CB              | 0               | 0               | CL                 | 1                  | 0                  |             | -           | -           | 4      | 0      |        |
| Totale Corinthians | Totale Corinthians | Totale Corinthians | 75+33      | 6+1        |                 | 5               | 1               |                    | 17                 | 3                  |             | -           | -           | 131    | 11     |        |
| 2020-2021          | Benfica            | PL                 | 19         | 0          | TP+CdL          | 4+2             | 1+0             | UCL+UEL            | 1+4                | 0+0                | SP          | 1           | 0           | 31     | 1      |        |
| 2021-2022          | Šachtar            | PL                 | 11         | 3          | KU              | 0               | 0               | UCL                | 7                  | 1                  | SU          | 1           | 0           | 19     | 4      |        |
| 2022               | Atlético Mineiro   | A                  | 7          | 0          | CB              | 0               | 0               | CL                 | 1                  | 0                  |             | -           | -           | 8      | 0      |        |
| Totale carriera    | Totale carriera    | Totale carriera    | 145        | 10         |                 | 11              | 2               |                    | 30                 | 4                  |             | 2           | 0           | 189    | 16     |        |

## Palmarès

### Competizioni statali
- Campionato paulista: 3

Corinthians: 2017, 2018, 2019
- Campionato Mineiro: 2

Atlético Mineiro: 2023, 2024

### Competizioni nazionali
- Campionato brasiliano: 1

Corinthians: 2017
- Supercoppa d'Ucraina: 1

Šachtar: 2021
- Coppa d'Ucraina: 1

Šachtar: 2024-2025